# کپلک جگر نیشتری
دیکروسلیوم دندرتیکوم از مهم‌ترین ترماتودهای انگلی است. این کرم در داخل مجاری صفراوی کبد در گاو، گوسفند، بز، خوک، گراز و به ندرت انسان زندگی می‌کند. کم‌خونی، التهاب، یرقان، کاشکسی و سندرم هالزون از جمله عوارض مبتلا شدن به این انگل است. این انگل انتشار‌جهانی دارد.

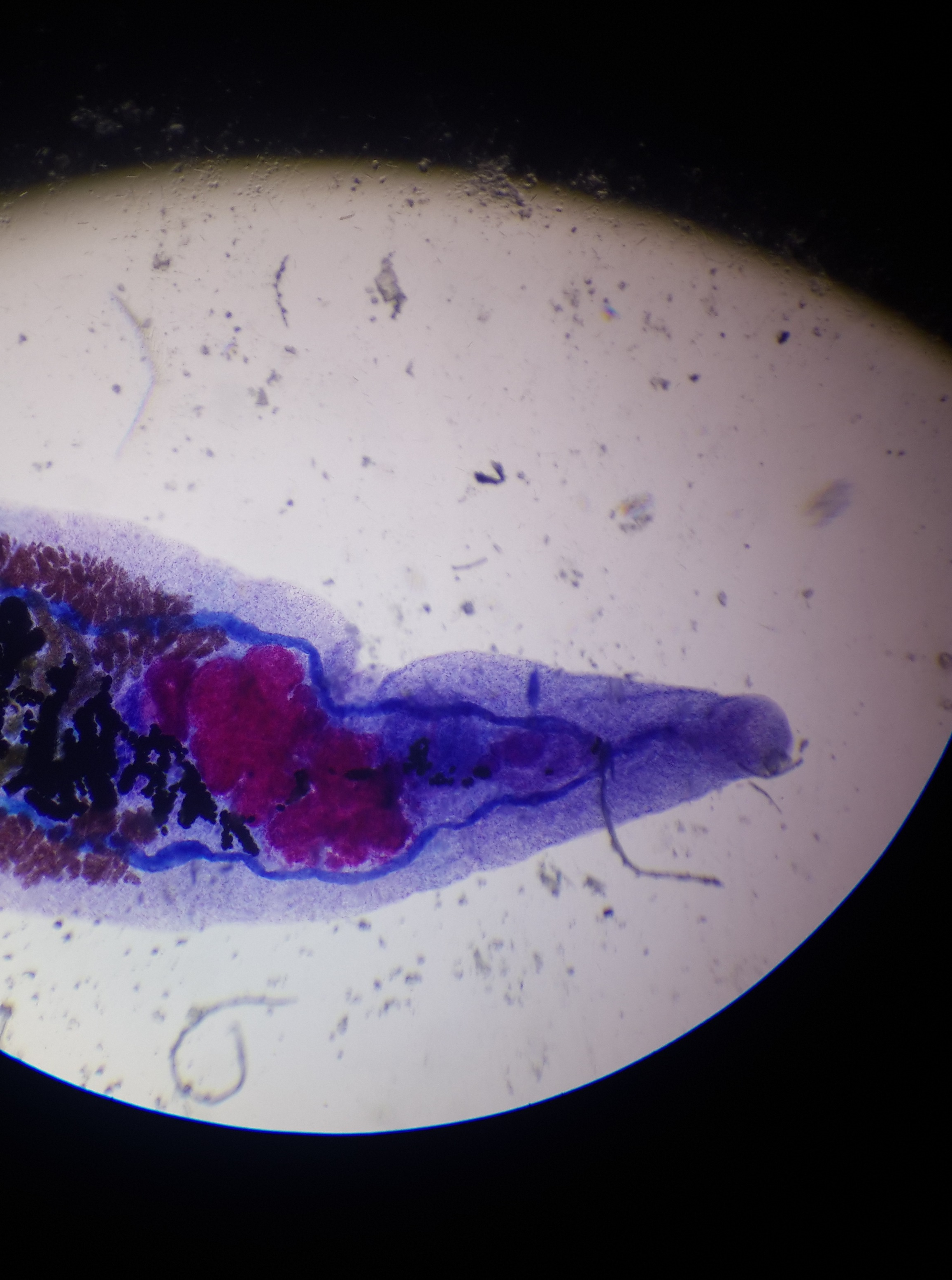
دیکروسلیوم دندرتیکوم

## مورفولوژی کرم بالغ
کرمی است سرنیزه‌ای شکل که به ندرت در انسان باعث بیماری می‌شود ولی به صورت کاذب با خوردن جگر در انسان عفونت کاذب ایجاد می‌کند.
اندازه آن‌ها ۱۵ تا ۵ میلی‌متر و هرمافرودیت است و دارای دو بادکش دهانی و شکمی است.
سکوم آن فاقد انشعابات جانبی است. دو عدد بیضه پشت سر هم درست عقب بادکش شکمی و جلو تخمدان قرار دارند که دو لوبوله هستند.
تخمدان بیضی شکل و کوچک و یک لوبه، در خط وسط و متمایل به سمت راست زیر بیضه‌ها قرار دارد و رحم بیشتر بخش خلفی بدن (۲/۳ انتهایی کرم) را اشغال کرده‌است و حاوی تعداد زیادی تخم است. منفذ تناسلی جلوی بادکش شکمی قرار گرفته‌است.

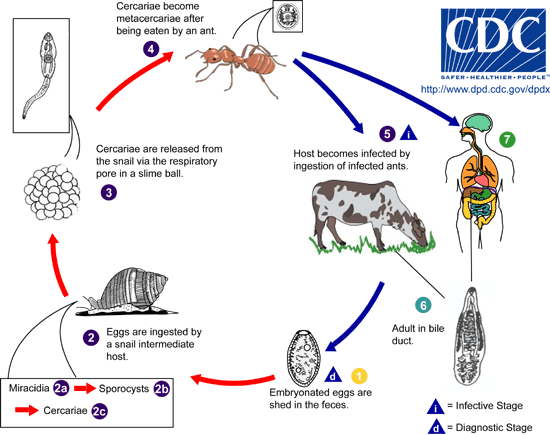
Dicrocoelium dendriticum life cycle

## چرخه زندگی
کرم بالغ تخم‌های خودش را توسط مدفوع به بیرون دفع می‌کند این تخم‌ها در صورتی که توسط میزبان واسط اولیه از گروه حلزون‌های خاکزی خورده شوند در بدن آن‌ها میراسیدیوم تشکیل می‌شود. حلزون‌های میزبان واسط عبارتند از: سیونلا لوبریکا(Cionella lubrica)، هلیسلا (Helicella) و زبرینا دتریتا(Zebrina detrita)
میراسیدیوم سپس تبدیل به اسپوروسیست نسل I و II می‌شود. از اسپوروسیست نسل II مستقیماً سرکر (cercaria) به وجود می‌آید که سرکرها در هوای مرطوب و بارانی از بدن حلزون‌ها توسط یکسری از ترشحات لعاب‌دار و ژلاتینی یا Slime – balls خارج می‌شوند که این توده حاوی توده‌های سرکری است که این توده‌های ژلاتینی مورد تغذیه میزبان واسط ثانویه از گروه مورچه‌های formica fusca قرار می‌گیرد.
سرکرها در بدن مورچه به متاسرکر تبدیل می‌شود (مخصوصاً در سیستم عصبی مورچه‌ها به ویژه در مغز مورچه‌ها متاسرکر تشکیل می‌شود و باعث فلجی عضلات فکی مورچه‌ها می‌شود در نتیجه تغذیه نکرده و فلج می‌شود و روی علوفه می‌ماند و مورد تغذیه میزبان نهایی قرار می‌گیرد).
چون انسان معمولاً کمتر تمایل به استفاده از غذاهای دارای مورچه دارد کمتر آلوده به دیکروسلیوم می‌شود. متاسرکرهای خورده شده توسط میزبان نهایی به‌خاطر کموتاکسی شدید به‌طور مستقیم از داخل روده از طریق مجرای کلدوک از روده وارد کبد می‌شود و مجاری را آلوده می‌کند. سپس بالغ شده تخم تولید می‌کند.

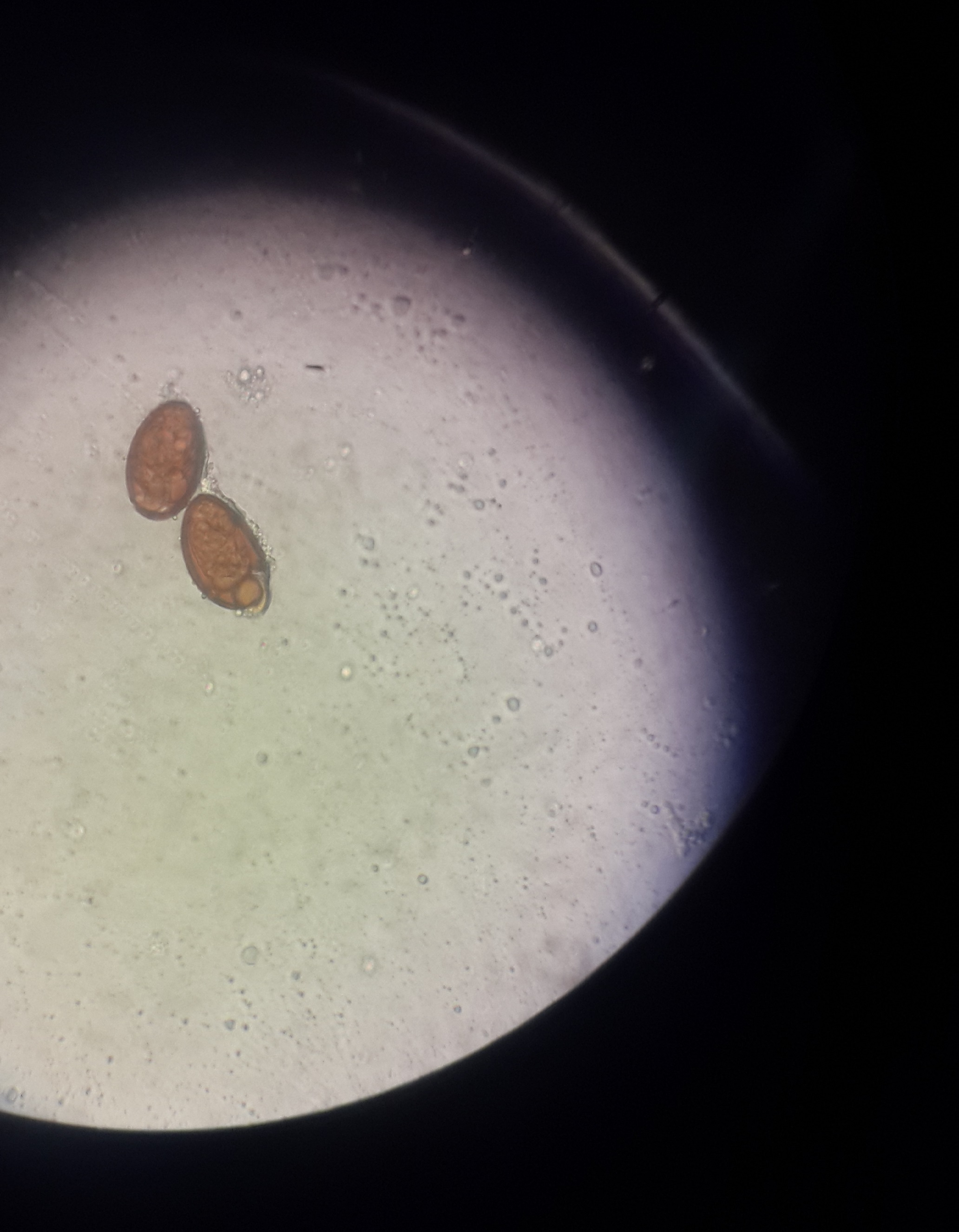
تخم دیکروسلیوم دندرتیکوم

## تخم دیکروسلیوم دندریتیکوم
تخم‌ها در داخل لولة رحم به شکل بیضی، دریچه‌دار، به رنگ قهوه‌ای تیره و دو جداره با اندازه ۲۵–۳۸ قابل تشخیص هستند. تخم‌ها هنگام دفع دارای جنین (میراسیدیوم) هستند.

## بیماریزایی
بیماری حاصله دیکروسلیوزیس نام دارد و اگر تعداد کم باشد علائمی دیده نمی‌شود ولی اگر زیاد باشند ممکن است تورم جزئی در مجاری صفراوی ایجاد شود. چون کرم دارای اندازه کوچکی است ممکن است مجاری صفراوی کوچکتر هم مبتلا شوند و در آن‌ها فیبروز شدید ایجاد شود. سیروز پورتال در آلودگی شدید نیز گزارش شده‌است.
میزان آلودگی با توجه به شرایط آب و هوایی منطقه و میزبانان واسط متفاوت است.

این بیماری به‌طور گسترده‌ای در چین توزیع شده به‌طور عمده در شمال شرق، شمال، شمال غرب و جنوب غربی استان توزیع شده‌است.
بیماریزایی این کرم بسیار شبیه فاسیولا هپاتیکا است. در انسان عفونت بدون علامت است اما درصورتی که تعداد کرم‌ها زیاد باشد می‌تواند موجب انسداد مجاری صفراوی شود.